# Jorden van Foreest
Jorden van Foreest (* 30. April 1999 in Utrecht) ist ein niederländischer Schachspieler. Seit 2016 trägt er den Titel Großmeister im Schach. Van Foreest ist zweimaliger niederländischer Meister.

## Familie
Jorden van Foreest entstammt dem Uradelsgeschlecht Van Foreest und hat das Adelsprädikat Jonkheer. Sein Ururgroßvater Arnold Engelinus van Foreest gewann dreimal die niederländische Einzelmeisterschaft. Jordens jüngerer Bruder Lucas van Foreest ist ebenfalls Großmeister und seine Schwester Machteld van Foreest gewann zweimal die niederländische Meisterschaft der Frauen und trägt seit 2022 die Titel eines FIDE-Meisters sowie einer Internationalen Meisterin der Frauen.

## Karriere
2013 gewann Jorden in Budva die Jugendeuropameisterschaft in der Altersklasse U14. Die niederländische Einzelmeisterschaft konnte er zum ersten Mal 2016 in Amsterdam gewinnen. Bei der Einzelmeisterschaft im Jahr 2019 war er geteilter Erster mit seinem Bruder Lucas, unterlag aber im Match-Tie-Break. Im Juli 2025 wurde er zum zweiten Mal niederländischer Meister und konnte diesen Triumph gemeinsam mit seiner Schwester Machteld feiern, die zeitgleich die Meisterschaft der Frauen gewann.
Bei den Schacholympiaden gehörter er erstmals 2018 in Batumi zum niederländischen Team und erzielte am vierten Brett aus zehn Partien fünf Punkte. Auch 2022 in Chennai und 2024 in Budapest war er Teil der Niederländer – nun am zweiten Brett – und absolvierte elf beziehungsweise zehn Partien.
Im Januar 2021 gewann van Foreest das Tata-Steel-Schachturnier in einem Tie-Break gegen Anish Giri.
Seine Trainer waren Geon Knol, Sipke Ernst und Sergey Tiviakov.
| Die zur Anzeige dieser Grafik verwendete Erweiterung wurde dauerhaft deaktiviert. Wir arbeiten aktuell daran, diese und weitere betroffene Grafiken auf ein neues Format umzustellen. (Mehr dazu) |

## Verein
In Deutschland spielte er in der Schachbundesliga für den SK Turm Emsdetten (2014/15 und 2015/16), DJK Aufwärts St. Josef Aachen (2016/17 und 2017/18), die Schachgesellschaft Solingen (2019/21, 2021/22 und 2022/23) und den Düsseldorfer SK 1914/25 (2024/25). In Niederlanden spielte er in der Meesterklasse für Groninger Combinatie, SISSA Groningen und Kennemer Combinatie.